# Brian Noonan
Brian Noonan (* 29. Mai 1965 in Boston, Massachusetts) ist ein ehemaliger US-amerikanischer Eishockeyspieler, der im Verlauf seiner aktiven Karriere zwischen 1984 und 2001 unter anderem 700 Spiele für die Chicago Blackhawks, New York Rangers, St. Louis Blues, Vancouver Canucks und Phoenix Coyotes in der National Hockey League auf der Position des rechten Flügelstürmers bestritten hat. Mit den New York Rangers feierte Noonan in Form des Gewinn des Stanley Cups im Jahr 1994 den größten Erfolg seiner Karriere.

## Karriere
Noonan wechselte im Sommer 1984 von seiner High School in die kanadische Juniorenliga Western Hockey League, wo er eine Spielzeit für die New Westminster Bruins auflief. Nachdem er bereits im NHL Entry Draft 1983 in der neunten Runde an 179. Stelle von den Chicago Black Hawks aus der National Hockey League ausgewählt worden war, wechselte er zur Saison 1985/86 in den Profibereich. Zwischen 1985 und 1987 war er für die Farmteams Chicagos, die Saginaw Generals in der International Hockey League sowie die Nova Scotia Oilers in der American Hockey League aktiv. In der IHL erhielt Noonan am Saisonende die Ken McKenzie Trophy als bester US-amerikanischer Rookie.
Zur Saison 1987/88 gelang dem Stürmer der erstmalige Sprung in den NHL-Kader der Blackhawks. Es dauerte allerdings bis in die Spielzeit 1991/92 hinein, ehe er sich dort als Stammspieler etablieren konnte. Bis dato war er 1990 und 1991 als Mitglied der Indianapolis Ice sowohl ins First als auch Second All-Star Team der IHL gewählt worden. Noonan verblieb schließlich bis zum März 1994 in Chicago, bevor er mit Stéphane Matteau zu den New York Rangers transferiert wurde. Chicago erhielt im Gegenzug Tony Amonte und die Transferrechte an Nachwuchsspieler Matt Oates. Mit den Rangers errang Noonan am Ende der Stanley-Cup-Playoffs 1994 den Stanley Cup.
Nach einer weiteren Spielzeit in New York wechselte der US-Amerikaner im Sommer 1995 als Free Agent zu den St. Louis Blues. Diesen blieb er bis zum November 1996 treu, ehe ihn ein erneuter Transfer zurück zu den Rangers brachte, während Sergio Momesso nach St. Louis wechselte. Noonans zweite Zeit bei den Rangers dauerte allerdings nur etwa vier Monate an, da er erneut Bestandteil eines Transfergeschäfts wurde. Im März 1997 wurde er mit dem Russen Sergei Nemtschinow an die Vancouver Canucks abgegeben, die dafür Esa Tikkanen und Russ Courtnall nach New York transferierten. In Vancouver erfüllte der Stürmer seinen bis zum Sommer 1998 gültigen Vertrag, fand aber in der Folge keine weitere Anstellung bei einem NHL-Franchise. Stattdessen schloss sich Noonan den Indianapolis Ice aus der IHL an. Erst im März 1999 nahm er ein Angebot der Phoenix Coyotes für den Rest der Saison an. In zwölf Einsätzen konnte sich Noonan aber nicht für eine Weiterverpflichtung empfehlen, woraufhin er seine Karriere in den folgenden beiden Spieljahren bei den Chicago Wolves in der IHL ausklingen ließ. Mit Chicago gewann er im Frühjahr 2000 den Turner Cup.

## Erfolge und Auszeichnungen
| - 1986 Ken McKenzie Trophy - 1990 IHL Second All-Star Team - 1991 IHL First All-Star Team | - 1994 Stanley-Cup-Gewinn mit den New York Rangers - 2000 Turner-Cup-Gewinn mit den Chicago Wolves |

## Karrierestatistik
(Legende zur Spielerstatistik: Sp oder GP = absolvierte Spiele; T oder G = erzielte Tore; V oder A = erzielte Assists; Pkt oder Pts = erzielte Scorerpunkte; SM oder PIM = erhaltene Strafminuten; +/− = Plus/Minus-Bilanz; PP = erzielte Überzahltore; SH = erzielte Unterzahltore; GW = erzielte Siegtore; 1 Play-downs/Relegation; Kursiv: Statistik nicht vollständig)